# 火山芽胞杆菌属
火山芽胞杆菌属（学名：Vulcanibacillus），是芽孢桿菌科下的一个属。  

## 下属分类
- Vulcanibacillus modesticaldus L'Haridon et al. 2006